# Педру II Спокойный
Педру II (порт. Pedro II; 26 апреля 1648[…], Дворец Рибейра, Лиссабон, Португалия — 9 декабря 1706[…], Алкантара, Лиссабон, Португалия) — регент в 1668—1683 годах, затем король Португалии с 1683 года. Четвёртый сын короля Португалии Жуана IV и Луизы де Гусман.

## Ранние годы
Педру был младшим сыном Жуана IV и получил титул герцога Бежа. После смерти отца его мать Луиза де Гусман стала регентшей при новом короле Афонсу VI, старшем брате Педру, частично парализованном и психически неуравновешенном. В 1662 году Афонсу отстранил мать от регентства и взял на себя управление государством. В январе 1668 года, незадолго до признания испанцами восстановления независимости Португалии, Педру был назначен регентом при Афонсу VI и вскоре отправил его в изгнание на Азорские острова. После смерти Афонсу в 1683 году Педру унаследовал трон.
В 1669 году Голландия признала Бразилию португальской колонией. Вскоре там были открыты Гераэзские золотые копи, принесшие Педро огромные богатства. Это позволило королю существенно укрепить свою абсолютную власть и все реже созывать кортесы.
По сведениям хронистов, Педру II был высок, хорошо сложён, с тёмными глазами и тёмными волосами.

## Правление
В феврале 1668 года он закончил выгодным миром двадцатисемилетнюю войну с Испанией. Последняя признала независимость Португалии.
Педру первоначально поддержал Францию и Испанию в войне за испанское наследство (1701—1714), но 16 мая 1703 года Португалия и Великобритания подписали Договор Метуэна. Это торговое соглашение обговаривало взаимные торговые привилегии для португальского вина и английского текстиля. Позже это дало Британии огромное влияние на португальскую экономику, позволив британскому импорту почти полностью подавить местную промышленность. За этим в декабре 1703 года последовал военный союз между Португалией, Австрией и Великобританией, направленный против Испании. Португальские и союзные войска под командованием маркиза ди Минаша захватили Мадрид в 1706 году во время кампании, которая закончилась поражением союзников при Альмансе.
Педру II умер 9 декабря 1706 года, ему наследовал сын Жуан V.

## Семья

### Браки
Педру не только унаследовал престол своего брата, но и в 1668 году женился на его бывшей жене (её предыдущий брак был аннулирован), королеве Марии Франциске Савойской-Немурской (1646–1683), которая весьма способствовала перевороту. От Марии он имел одну дочь.
Овдовев в год своей коронации в 1683 году, второй раз Педру женился в 1687 году на Марии Софии Нойбургской (1666—1699), дочери курфюрста Филиппа Вильгельма Пфальц-Нейбургского, которая была младше его на 18 лет. Её сёстры были замужем за испанским королём Карлом II и императором Священной римской империи Леопольдом I.

### Дети
| Изображение                            | Имя              | Дата рождения   | Дата смерти      | Примечания                                                                                    |
| -------------------------------------- | ---------------- | --------------- | ---------------- | --------------------------------------------------------------------------------------------- |
| От Марии Франциски Савойской-Немурской |                  |                 |                  |                                                                                               |
|                                        | Изабелла Луиза   | 6 января 1669   | 21 октября 1690  | 3-я принцесса Бейра. Умерла незамужней.                                                       |
| От Марии Софии Нейбургской             |                  |                 |                  |                                                                                               |
|                                        | Жуан             | 30 августа 1688 | 17 сентября 1688 | Принц Бразилии и 12- герцог Браганса. Умер в младенчестве.                                    |
|                                        | Жуан             | 22 октября 1689 | 31 июля 1750     | Принц Бразилии с 1697 года; будущий король Португалии Жуан V.                                 |
|                                        | Франсишку        | 25 мая 1691     | 21 июля 1742     | Герцог Бежа, коннетабль Португалии, Великий приор Крато, приор рыцарей Мальты.                |
|                                        | Антониу          | 15 марта 1695   | 20 октября 1757  | Женат не был. Законных наследников не оставил.                                                |
|                                        | Тереза Мария     | 24 февраля 1696 | 16 февраля 1704  | Умерла в детстве.                                                                             |
|                                        | Мануэл           | 3 августа 1697  | 3 августа 1766   | Граф Оурен, кандидат на польский престол в 1733 году.                                         |
|                                        | Франсишка Жозефа | 30 января 1699  | 15 июля 1736     | Умерла незамужней.                                                                            |
| От связи с Марией да Круз Маскареньяш  |                  |                 |                  |                                                                                               |
|                                        | Луиза            | 9 января 1679   | 23 декабря 1732  | Жена герцога Луиша Амброзиу ди Кавадаля, а после его смерти — Жайме ди Кавадаля, брата Луиша. |
| От связи с Анн-Мари де Вержэ           |                  |                 |                  |                                                                                               |
|                                        | Мигель           | 15 октября 1699 | 13 января 1724   | Герцог Лафоньеш.                                                                              |
| От связи с Франсишкой Кларой да Силва  |                  |                 |                  |                                                                                               |
|                                        | Жозе             | 6 мая 1703      | 3 июня 1756      | Архиепископ Браги в 1741—1756 годах.                                                          |